# Afroclanis calcareus
Afroclanis calcareus là một loài bướm đêm thuộc họ Sphingidae. Nó được tìm thấy ở Brachystegia woodland từ miền bắc Nam Phi, Zimbabwe và Mozambique tới Malawi, Zambia, Cộng hòa Dân chủ Congo và Tanzania.
Chiều dài cánh trước là 29–32 mm đối với con đực và 34–36 mm đối với con cái. Cánh trước màu nâu đỏ đến tía nâu.